# Hachelbach
Der Hachelbach ist ein ca. 3,6 km langes, ganzjähriges Fließgewässer im Mangfallgebirge, welches nahe des Schlierseer Ortsteils Josefsthal in die Aurach mündet. Bekannt ist der Hachelbach vor allem für die Josefsthaler Wasserfälle an seinem Oberlauf.

## Geographie

### Verlauf
Der Hachelbach entspringt im Mangfallgebirge oberhalb des Schlierseer Ortsteils Josefsthal im Taleinschnitt zwischen der westlich gelegenen Brecherspitz und dem Jägerkamp im Osten auf etwa 990 m Höhe. Von dort fließt der Bach zunächst in nördlicher, in Josefsthal dann in nordöstlicher Richtung und mündet nach ca. 3,6 km auf ca. 770 m Höhe im Aurachmoos in die Aurach.

### Josefsthaler Wasserfälle
In seinem Oberlauf zwischen Quelle und Josefsthal überwindet der Hachelbach als kaskadenförmiger Wasserfall in mehreren Einzelstufen eine Höhe von insgesamt gut 30 Metern. Diese Josefsthaler Wasserfälle sind ein bekanntes und über Wanderwege von Neuhaus aus gut erschlossenes Ausflugsziel in der Region.

## Umwelt
Der gesamte Talraum des Hachelbachs westlich der Spitzingseestraße bis hinunter nach Neuhaus ist als Lebensraum der
drei heimischen Raufußhuhnarten (Hasel-, Birk- und Auerhuhn), vieler Spechtarten und zusätzlich als Jagdgebiet des Steinadlers Teil des Landschaftsschutzgebiets „Spitzingsee und Umgebung“ (LSG-00060.01).